# Alexander Willem Byvanck
Alexander Willem Byvanck (* 4. Juli 1884 in Leiden; † 16. August 1970 ebenda) war ein niederländischer Klassischer und Provinzialrömischer Archäologe.

## Leben und Werk
Alexander Willem Byvanck, der Sohn des Bibliothekars und Historikers Willem Byvanck (1848–1925) und seiner Frau Clara geb. Cramerus, besuchte das Gymnasium in Den Haag und studierte von 1902 bis 1907 Altertumskunde (Klassische Philologie, Geschichte und Klassische Archäologie) an der Universität Leiden. Nach dem Examen unternahm er 1909 eine Bildungs- und Forschungsreise durch Italien und Griechenland. Ab 1909 arbeitete er am Museum Meermanno-Westreenianum. 1912 wurde er an der Universität Leiden bei Antonie Ewoud Jan Holwerda (1845–1922) mit einer Studie zu den griechischen Kolonien in Unteritalien zum Dr. phil. promoviert. In Leiden wurde er 1917 zum Privatdozenten ernannt und 1922 als Holwerdas Nachfolger Professor für Archäologie. In den 1930er Jahren organisierte Byvanck als erster niederländischer Archäologe studentische Exkursionen in die Mittelmeerländer mit 20 bis 100 Teilnehmenden. Zu seinen Studentinnen gehörte auch seine spätere Frau Hortense Louise van Ufford, die er 1948 heiratete.
Während der Besetzung der Niederlande durch die deutsche Wehrmacht (1940–1945) fungierte Byvanck ab September 1940 als Rektor der Universität Leiden. In dieser Stellung verwahrte er sich zunächst gegen politische Einflussnahme auf die Universität, die er in einer Rede vom 19. September 1940 als Ort der Freiheit und Toleranz hervorhob. Als der Druck auf die niederländischen Universitäten verstärkt wurde, bemühte er sich um eine vermittelnde Position. Er entließ die jüdischen Professoren am 26. November 1940, worauf am folgenden Tag ein Studentenstreik ausbrach, dem sich auch Professoren anschlossen. Byvancks Bemühungen, den Streik zu beenden, blieben erfolglos, so dass die Universität noch im November geschlossen wurde. Im Mai 1941 wurde sie für kurze Zeit wiedereröffnet, um den Studenten das Examen zu ermöglichen, und blieb danach bis zum Ende der Besatzung geschlossen. Am 15. September 1941 trat Byvanck offiziell als Rektor zurück.
Nach dem Ende der Besatzungszeit 1945 setzte Byvanck seine Lehrtätigkeit fort. Am 17. Mai 1946 wurde er zum Mitglied der Königlich Niederländischen Akademie der Wissenschaften gewählt. Anlässlich seiner Emeritierung 1954 widmeten ihm seine Kollegen und Schüler eine Festschrift unter dem Titel Varia Historica.
Im Zentrum von Byvancks Forschungsarbeit stand die antike Kunstgeschichte, die er in weitgefassten Epochenüberblicken zu erfassen suchte. Dabei führte er die künstlerischen Entwicklungen und Strömungen auf das Kunstwollen der jeweiligen Epoche zurück und rekonstruierte daraus eine Art „Volksgeist“, indem er kulturelle Eigenarten bestimmten Völkern zuwies. Sein Hauptwerk in diesem Bereich ist De Kunst der Oudheid („Die Kunst des Altertums“, drei Bände, 1946–1965). Darüber hinaus beschäftigte sich Byvanck mit der Frühgeschichte der Niederlande, von der Ur- und Frühgeschichte bis zur Römischen Zeit. Auf diesem Gebiet veröffentlichte er mehrere Monografien, darunter De Voorgeschiedenis van Nederland („Die Vorgeschichte der Niederlande“), die von 1941 bis 1946 vier Auflagen erlebte.
Byvancks Nachlass befindet sich seit 1975 in der Universitätsbibliothek Leiden. Er enthält hauptsächlich Korrespondenz, Manuskripte, Materialsammlungen und eine Fotosammlung von illuminierten Handschriften.

## Schriften (Auswahl)
- De Magnae Graeciae historia antiquissima. Leiden 1912 (Dissertation)
- mit Godefridus Johannes Hoogewerff: Noord-Nederlandsche miniaturen in handschriften der 14e, 15e en 16e eeuwen. Drei Bände, Den Haag 1922–1935
- Les principaux Manuscrits a peintures de la Bibliothèque Royale des Pays-Bas et du Musée Meermanno-Westreenianum a La Haye. Pour les membres de la Société Française de Reproductions de Manuscrits a Peintures. Paris 1924
- Korinthos (Lage, Topographie, Quellen). In: Paulys Realencyclopädie der classischen Altertumswissenschaft (RE). Supplementband IV, Stuttgart 1924, Sp. 991–1007.
- Geschiedkundige atlas van Nederland. De Romeinsche tijd en de Frankische tijd. Den Haag 1929
- Les principaux manuscrits à peintures conservés dans le collections publiques du royaume des Pays-Bas. Paris 1931
- De Voorgeschiedenis van Nederland. Leiden 1941. 2. Auflage 1942. 3. Auflage 1944. Auflage 1946
- Nederland in den Romeinschen tijd. Zwei Bände, Leiden 1943. 2. Auflage 1945. 3. Auflage 1946
- L’art de Constantinople. Leiden 1977